# Melica riograndensis
Melica riograndensis är en gräsart som beskrevs av Longhi-wagner och José Francisco Montenegro Valls. Melica riograndensis ingår i släktet slokar, och familjen gräs. Inga underarter finns listade i Catalogue of Life.